# Próg destabilizacji
Próg destabilizacji (także: próg niestabilności) – moment, poza którym interakcje pomiędzy poszczególnymi elementami systemu przestają zmierzać w kierunku przywrócenia poprzedniego stanu jego funkcjonowania. Siły wewnętrzne systemu po tym momencie wzmacniają się wzajemnie i doprowadzają do przejścia systemu w inny stan. Jest to dla systemu czas kryzysu, ponieważ poprzednia równowaga została zakłócona, a nie uległa jeszcze wykrystalizowaniu nowa równowaga.